# デーブ&麻里の海外ドラマNAVI
『デーブ&麻里の海外ドラマNAVI』（デーブアンドまりのかいがいドラマナビ）は、2008年1月5日から2010年3月27日まで放送されたWOWOWの情報番組。放送時間は11時00分 - 11時30分（JST）。ノンスクランブル放送。
WOWOWで放送している海外ドラマを始め、最新の海外ドラマの情報も紹介する30分番組である。レギュラー放送終了後、2010年4月3日から2011年7月4日まで、3か月に一度『デーブ&麻里の海外ドラマNAVI SP』として放送された。
ナビゲーターはデーブ・スペクターと関根麻里。